# Liste des souverains de Moscou

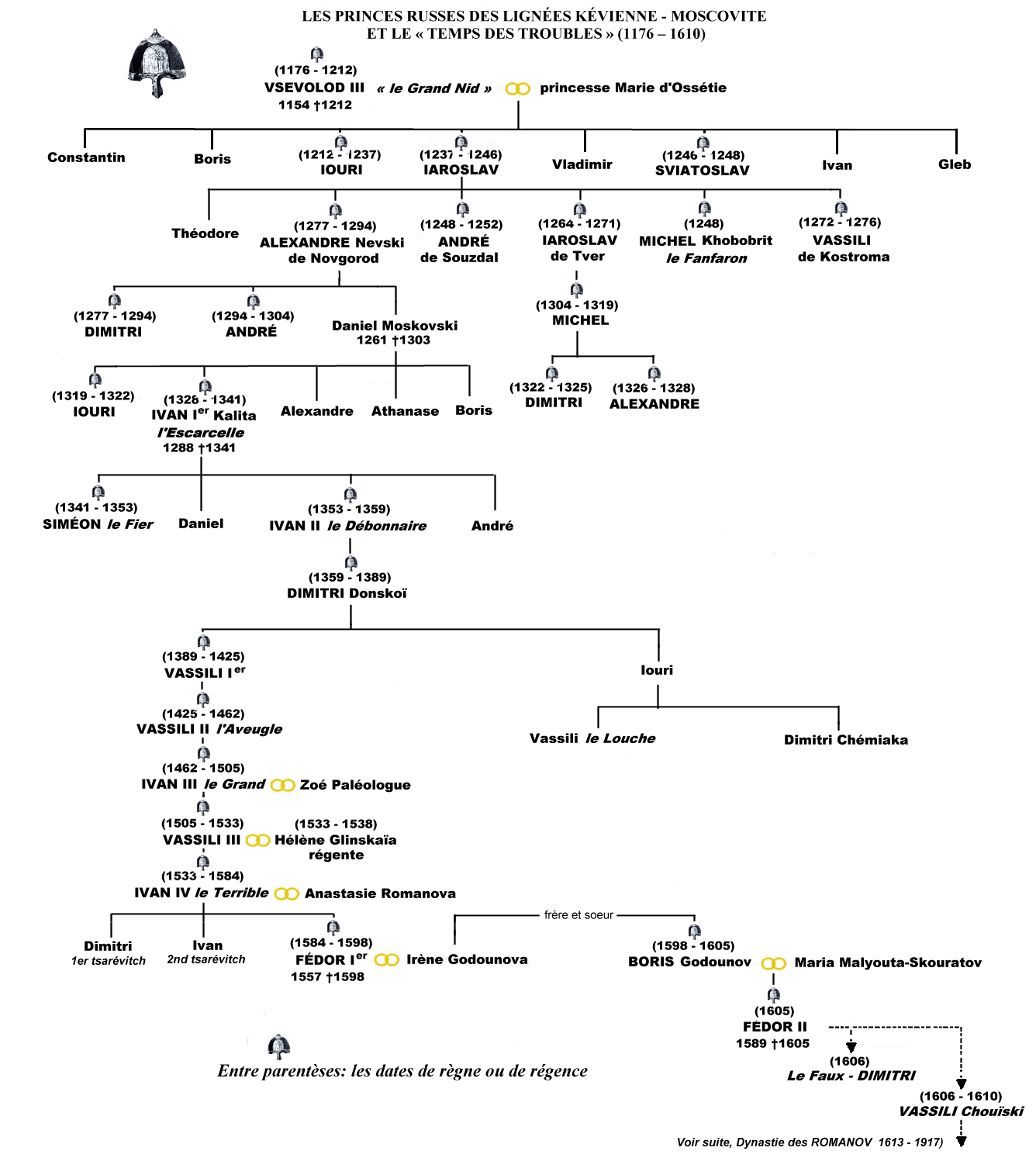

Voici la liste des princes et des grands-princes de Moscou, en Russie.

## Princes de Moscou
- 1283-1303 : Daniel Moskovski
- 1303-1325 : Iouri Moskovski
- 1325-1340 : Ivan Ier Kalita

## Grands-princes de Moscou
- 1340-1353 : Siméon Ier le fier
- 1353-1359 : Ivan II
- 1359-1389 : Dimitri Donskoï
- 1389-1425 : Vassili Ier
- 1425-1462 : Vassili II
- 1462-1505 : Ivan III
- 1505-1533 : Vassili III
- 1533-1547 : Ivan IV